# Tridentopsis
Tridentopsis (Трідентопсіс) — рід риб з підродини Tridentinae родини Trichomycteridae ряду сомоподібні. Має 3 види. Наукова назва походить від грецького слова tres tria, тобто «три», латинського слова dens — зуби, грецького слова opsis — «зовнішній вигляд».

## Опис
Загальна довжина представників цього роду коливається від 2,2 до 2,3 см. Голова витягнута. Очі порівняно великі. Є 2 пари маленьких вусів. Тулуб кремезний, подовжений. Спинний плавець маленький. Жировий плавець відсутній. Грудні плавці витягнуті, вузькі. Черевні плавці маленькі. Анальний плавець широкий. Хвостовий плавець трохи розрізано.
Забарвлення сріблясте або світло-коричневе.

## Спосіб життя
Біологія вивчена недостатньо. Це бентопелагічні риби. Воліють до прісної та чистої води. Активні у присмерку або вночі. Стосовно живлення цих сомів відомо замало.

## Розповсюдження
Мешкають у басейнах річок Парагвай і Токантінс — у межах Болівії, Аргентини та Бразилії.

## Види
- Tridentopsis cahuali
- Tridentopsis pearsoni
- Tridentopsis tocantinsi